# Brodilovo
Brodilovo (bulgariska: Бродилово) är ett distrikt i Bulgarien.   Det ligger i kommunen Obsjtina Tsarevo och regionen Burgas, i den östra delen av landet, 400 km öster om huvudstaden Sofia.
I omgivningarna runt Brodilovo växer i huvudsak lövfällande lövskog. Runt Brodilovo är det glesbefolkat, med 19 invånare per kvadratkilometer.